# 博斯峰
博斯峰（英語：Boss Peak）是南極洲的山峰，位於維多利亞地的博克格雷溫克海岸，屬於勝利山脈的一部分，處於湯姆森峰東北面15公里，海拔高度2,170米（7,120英尺），由新西蘭探險隊命名，現時由南極條約體系管理。

## 外部連結
. . United States Geological Survey.   [2011-08-05].
71°52′S 166°15′E / 71.867°S 166.250°E